# Asplenium langsdorffii
Asplenium langsdorffii är en svartbräkenväxtart som först beskrevs av C. Martius, och fick sitt nu gällande namn av Sehnem. Asplenium langsdorffii ingår i släktet Asplenium och familjen Aspleniaceae. Inga underarter finns listade.